# Plateelbakkerij Haga

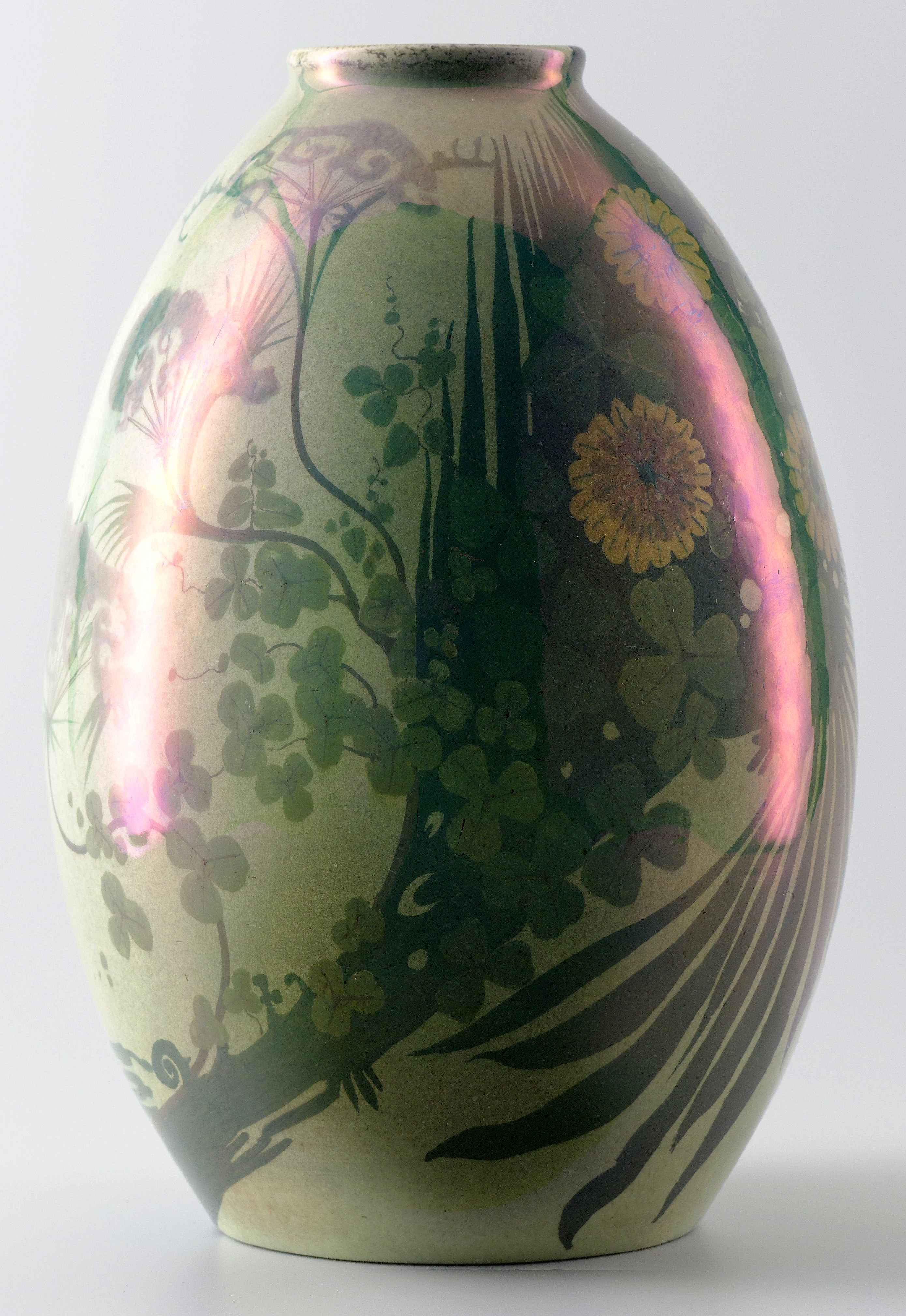
Plateelbakkerij Haga: Vaas met beschildering van vlinders en planten in geel en bruin op groen fond, met lusterglazuur. Ontwerp van Chris Lanooy, Philip van Praag. 1906-1907 (Rijksmuseum Amsterdam)

De Plateelbakkerij Haga was een aardewerkfabriek in de Nederlandse gemeente Purmerend, ontstaan in 1904 door de samenvoeging van de 'N.V. Terracotta- en Aardewerkfabriek Haga' uit Den Haag en de firma 'N.S.A. Brantjes & Co' te Purmerend. Het Haagse bedrijf 'Haga' was daarvoor gevestigd aan het Noordeinde en stond beter bekend onder de naam de 'beeldenfabriek H.F. Antheunis'.
Enkele belangrijke ontwerpers voor het bedrijf waren Chris van der Hoef en Chris Lanooy. Daarnaast verkreeg Haga het reproductierecht van plastieken van kunstenaars als Johan Coenraad Altorf, Toon Dupuis, August Falise en Henri Teixeira de Mattos. 
Haga werd in 1907 overgenomen door de Aardewerkfabriek Amstelhoek, dat vervolgens in 1910 verkocht werd aan 'De Distel'. In 1922 werd 'De Distel' verkocht aan het Goudse Goedewaagen, die daarmee de rechten verwierf op de oorspronkelijke modellen van Haga.